# Pitone di Bisanzio
Pitone di Bisanzio (IV secolo a.C. – IV secolo a.C.) è stato un politico greco antico  allievo di Isocrate.

## Biografia
Nel 346 a.C., partecipò a negoziati a Pella che sfociarono nella pace di Filocrate. Nel 343 a.C. rappresentò Filippo II di Macedonia ad Atene con un'offerta di modificare il trattato vigente. Egesippo ha osservato che Pitone rispettò le istruzioni dei suoi maestri di Atene (il che implica che Isocrate era un sostenitore della Macedonia in quanto mantenne una certa influenza su Pitone). Secondo quanto scrisse Demostene in Contro Aristocrate, Pitone di Bisanzio venne identificato con Pitone di Eno che uccise Cotys I re di Tracia. Comunque, è molto difficile che i due nomi possano riferirsi allo stesso individuo.